# Songye
I Songye o Songe sono un'etnia bantu della Repubblica Democratica del Congo. Abitano un vasto territorio compreso tra il fiume Sankuru a ovest e il fiume Lualaba a est. Molti villaggi Songye si trovano nella provincia del Kasai orientale, in parti del Katanga e del Kivu.
Secondo la tradizione, i Songye ebbero un ruolo di primo piano nella nascita di uno dei principali regni africani precoloniali, il regno di Luba. In particolare i mitici fondatori del regno, Tshimbale e Kongolo, sarebbero appartenuti a questa etnia, ma dopo aver sofferto di dissensi politici, gli antenati dei Songye emigrarono dall'Impero Luba.
I Songye sono conosciuti principalmente come comunità agricola; altre attività sono la caccia e il commercio. La caccia in particolare ha un valore rituale, in cui i capi tribù manifestano il loro potere infuso da parte degli antenati. Inoltre i loro fabbri erano rinomati per la produzione di armi; le loro asce furono usate dai Luba, e alcune furono trovate tra le rovine di Khami in Zimbabwe.
Sono noti anche per la loro società segreta, chiamata Bwadi bra Kifwebe, e per l'arte a essa collegata, in particolare le maschere.